# 南嶌宏
南嶌 宏（みなみしま ひろし、1957年10月4日- 2016年1月10日）は、日本の美術評論家。専門は芸術学、現代美術思想研究、アートディレクション。本名は南島 宏。

## 来歴
長野県生まれ。長野県飯田高等学校、1983年筑波大学芸術専門学群芸術学専攻卒業。
いわき市立美術館、広島市現代美術館の運営に参画する。1993年にカルティエ現代美術財団奨学生としてパリへ留学。
2000年4月から熊本市現代美術館の運営に参画し熊本市学芸課長　兼 熊本市現代美術館副館長・館長を歴任。2008年3月に熊本市現代美術館長を退任。
2008年4月に女子美術大学芸術学部芸術学科教授に就任。2010年4月から女子美術大学芸術学部アート・デザイン表現学科アートプロデュース表現領域主任教授、武蔵野美術大学造形学部油絵学科客員教授。国際美術評論家連盟理事、全国美術館会議理事。
NHK総合テレビジョン『首都圏ネットワーク』内の「文化流行最前線」では不定期で美術解説を担当。
旧共産圏国の現代美術に造詣が深く、プラハ国際美術トリエンナーレ2008国際キュレーターを歴任。
2016年1月10日、脳梗塞のため松本市内の病院で死去。2017年に女子美術大学名誉教授の称号を得る。

## 主な要職
- 熊本市現代美術館館長
- プラハ国際現代美術トリエンナーレ2008国際キュレーター
- 第53回ヴェネツィア・ビエンナーレ美術展日本館コミッショナー
- 第24回UBEビエンナーレ現代日本彫刻展審査委員
- 北陸中日美術展審査委員
- アートオリンピア2015審査員

## 主な著作

### 単著
- Beato Angelo （トレヴィル、1995年）
- Santa Maria（トレヴィル、1995年）
- 豚と福音 -- 現代美術の純度へ --（七賢出版、1997年）
- 最後の場所 --現代美術、真に歓喜に値するもの--（月曜社、2017年）

### 共著
- 現代美術辞典（美術出版社、1984年）
- 現代美術入門（美術出版社、1986年）
- 現代アーティスト名鑑（美術出版社、1995年）
- 日本藝術の創跡（夏目書房、2003年）

## 主な受賞歴
- 平成19年度JAFRAアワード（総務大臣賞）「熊本市現代美術館」（受賞理由："地域文化をプロデュース"した企画展で新境地）
- 第3回西洋美術振興財団賞「学術賞」